# Commanderie de Viville
La commanderie Saint-Jean-Baptiste de Viville est une ancienne commanderie d'origine templière, située à Viville, en Charente, au sud-ouest d'Angoulême. Sa chapelle est l'actuelle église paroissiale.

## Historique
Cette commanderie templière a été fondée au XIIe siècle. Elle dépendait de la commanderie du Deffend située au Tâtre.
Lors de la dissolution de l'ordre du Temple lors du concile de Vienne, elle a été cédée aux Hospitaliers de l'ordre de Saint-Jean de Jérusalem comme la plupart des commanderies templières de la région.
Elle fut réunie à la fin du XVe siècle, ainsi que la commanderie du Deffend, à la commanderie des Épeaux.
Elle est actuellement propriété de la commune et église paroissiale.

## Description
L'église a été construite au XIIe siècle. 
Elle a été restaurée au XIVe siècle. Son chevet en cul-de-four et non plat la distingue des autres chapelles templières de la région.
Sa voûte en brique date d'une réfection en 1845.

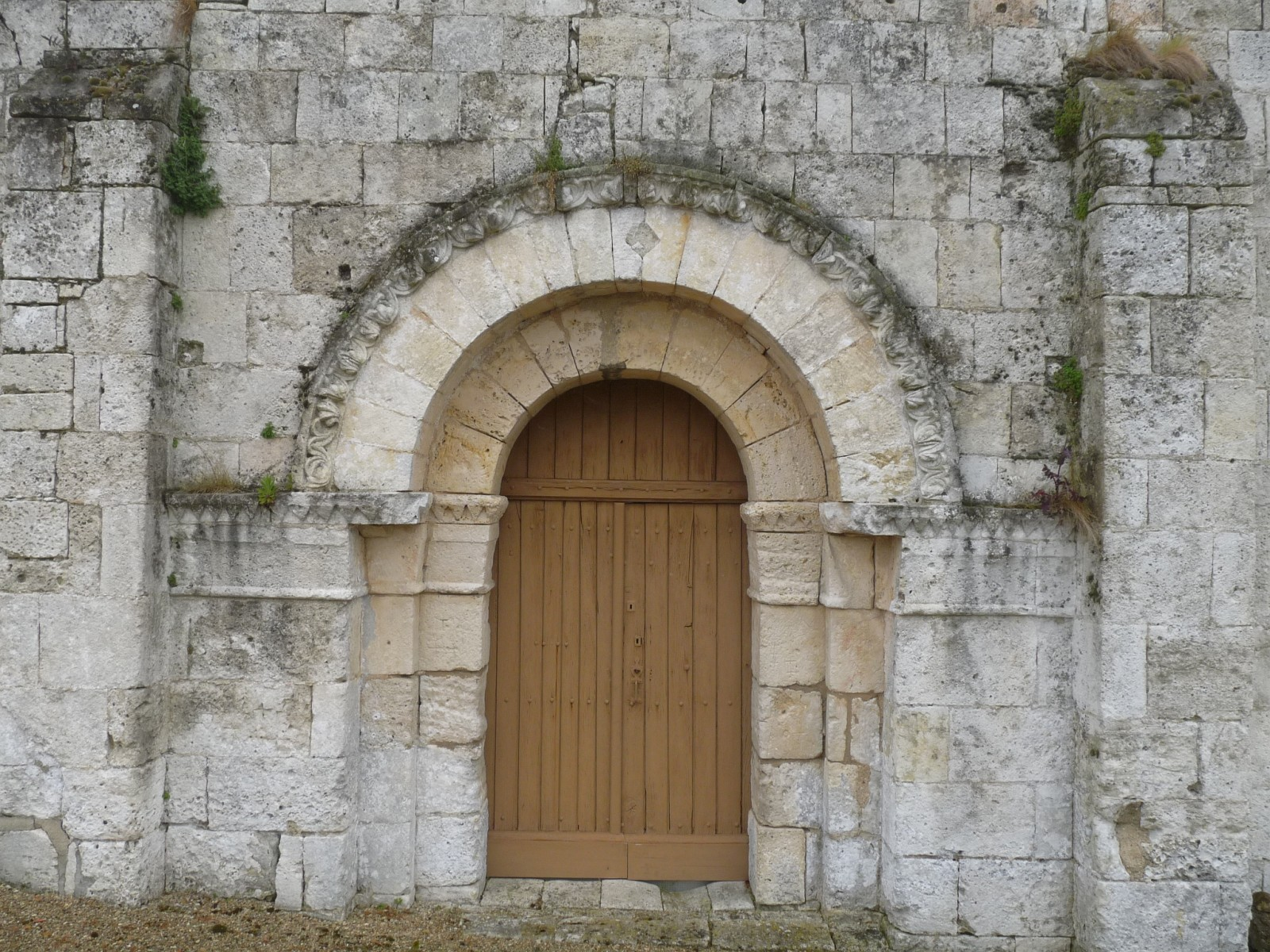
Le portail
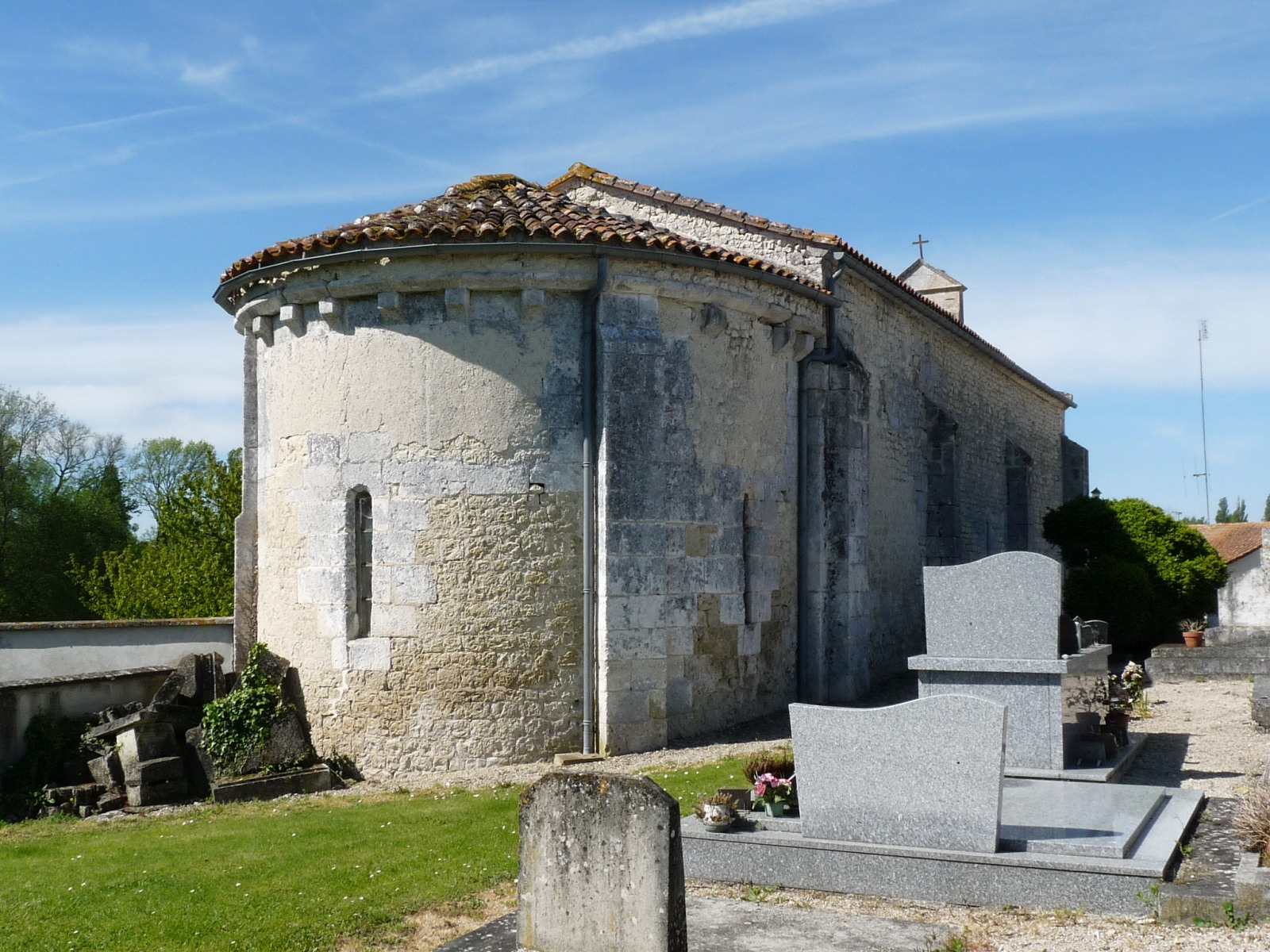
L'arrière